# Rafael de la Cova
Rafael de la Cova  (Caracas hacia 1850 - alrededor del 4 de mayo de 1896) fue escultor venezolano activo durante la segunda mitad del siglo XIX.

## Biografía
Hijo de Mauricio de la Cova e Isabel González. El 12 de julio de 1882 contrae matrimonio con Dolores Salias en la Catedral de Caracas. Fue profesor de escultura de la Academia de Bellas Artes; alumno de Antonio José Carranza en la Escuela Normal de Dibujo y asistente del escultor Eloy Palacios. Aspiraba a  “lo más alto en el difícil arte”. Según recuerda uno de sus discípulos, Cruz Álvarez García, De la Cova en sus procedimientos técnicos se enfocaba en obtener moldes en yeso de los modelos vivos.
Formó parte del grupo de artistas becados para estudiar en Europa por el presidente Antonio Guzmán Blanco durante el Septenio (1870-1877). En 1875 se le comunica que será enviado a Roma para perfeccionarse en el arte de la escultura y recibe para el momento 160 venezolanos para los preparativos del viaje y 60 venezolanos mensuales. En Roma aprende también fundición en la Academia de San Lucas dirigida por Prosperi y fue discípulo de Constantin Dausch. Luego, viaja a Francia en agosto de ese mismo año, para culminar sus estudios. En 1878 recibió clases de Dumont en la Academia de Bellas Artes en París. 
Junto con el dibujante Manuel Espinal funda el 20 de mayo de 1879, una especie de academia llamada “Círculo Artístico”. La Opinión Nacional del 5 de noviembre de 1879 redactó un artículo al respecto, en el que se señalaba la creación de una escuela nocturna de dibujo al natural dirigida por escultor.
En 1880 colabora en la decoración del Teatro Guzmán Blanco, hoy Teatro Municipal de Caracas, al realizar dos monumentales composiciones escultóricas de yeso: La Paz protegiendo a las Artes y Apolo, Neptuno y Plutón. Ambos monumentos se encontraban en las escaleras que daban ingreso al palco presidencial, realizadas a finales de junio de 1879 y finales de diciembre de 1880; recibió 4.571 bolívares por su trabajo. Lamentablemente, fueron destruidas durante las reformas del teatro en 1949 y actualmente solo queda una lámpara realizada en bronce, en el interior del mismo. Otras obras en este teatro son los medallones o ménsulas decorativas en los ventanales elípticos del segundo piso del edificio.
De la Cova realizó un busto del presidente Guzmán Blanco titulado Busto del Ilustre Americano  modelado a finales de 1880. El escultor redacta una carta para el presidente Guzmán Blanco con observaciones estéticas, en la que explica que la escultura debe ser más grande que el tamaño natural del retratado y, que además, debe ser colocada sobre un pedestal.
El 24 de julio de 1883 se inaugura su escultura de Bolívar pedestre en bronce y pedestal de granito, realizada en 4 meses para la antigua sede de la Universidad Central de Caracas, actualmente el Palacio de las Academias ubicado en el centro de Caracas, a fines de celebrar el Centenario del Natalicio del Libertador; costó 38.000 bolívares y fue celebrada por el poeta José Martí. Esta escultura fue trasladada en 1950 a la plaza Bolívar de Porlamar, Nueva Esparta. 
Tuvo su propio taller, ubicado entre las esquinas de Pajaritos a La Palma, alrededor de 1887 hasta 1893, fecha en que lo traslada a la esquina de La Bolsa. Entre 1895 y 1896 anunció su nuevo taller en la calle Colombia de Puerto Cabello.
Para el 23 de octubre de 1887 Nicator Bolet Peraza comentaba en una nota del periódico que De la Cova talló una Venus en mármol, que fue galardonada como una obra de mérito,  “revela una mano llamada a manejarlo (el cincel) con maestría” . Es la primera obra en la que demuestra su talento.
En 1895 De la Cova escribe un artículo titulado Exhibición de pinturas en el Palacio Federal. Los artistas de Venezuela en el Centenario de Sucre, en el cual reconoce a diferentes artistas de la época y a los cuadros con mayor éxito. Escribe sobre Arturo Michelena y sus pinturas Corrida de Toros y La Caridad; Carlos Rivero Sanavria y su pintura Porvenir truncado; Gerónimo Martínez, Ofrenda a Bolívar, entre otros. Por último, agradece al General Joaquín Crespo por promover y realizar el certamen de pinturas.
El 18 de junio de 1883 concluye un Bolívar ecuestre, fundido por Henry y Nonard, reproducido en el Morning Journal de Nueva York. La pieza se destinó al Central Park el 17 de junio de 1884, un año después, siendo un regalo del presidente Antonio Guzmán Blanco a los Estados Unidos. Sin embargo, para el 1923 se desmontó la pieza por hallarse muy deteriorada. La escultura tuvo un costo de 25 mil dólares. En 1887 fue designado profesor de escultura en el Instituto de Bellas Artes de Caracas. Para el 17 de agosto de 1889, De la Cova viaja a Nueva York junto a su familia, ciudad en la cual realizará algunas de sus obras.
El monumento más célebre del escultor es el Monumento a Colón en el Golfo Triste, inaugurado en 1899 ubicado en la entrada del Parque Los Caobos en Caracas. La obra tuvo un costo de 206.278 bolívares. Las figuras fueron fundidas por la empresa estadounidense Ames Manufacturing Company, de Chicopee, Massachusetts. El escultor acordó con el fundidor de esta empresa el vaciado en bronce de tal monumento por la cantidad de 3.500 bs, aunque no se sabe si estaba incluido el pedestal de mármol. La pieza fue destruida en el 2004.
Su obra se caracterizó por el naturalismo, el uso de modelos vivos y un gran interés por el detalle histórico. 

## Monumentos Públicos
Cabeza de Minerva, (Roma, 1877). Ministerio de Obras Públicas (desaparecida).
Bolívar ecuestre (1883), Central Park, Nueva York (retirada en 1923).
Bolívar pedestre, Logia Asilo de la Paz, Ciudad Bolívar, Estado Bolívar. 
Bolívar pedestre, (1883). Porlamar, Estado Nueva Esparta. 
Bronce pedestre de Francisco de Miranda, (1895). Plaza Bolívar, Villa de Cura, Estado Aragua. 
Bronces pedestres de Antonio Ricaurte y Atanasio Girardot, (1889) El Trébol de La Bandera, Avenida Nueva Granada, Caracas.
Busto de Antonio José de Sucre, (1895). Barquisimeto, Estado Lara. 
Busto de Rafael Revenga, Plaza Gran Colombia, Caracas.
Estatua pedestre de Antonio Guzmán Blanco, (1876). Plaza Mayor de Valencia, Estado Carabobo (retirada en 1889). 
Estatua de Antonio Leocadio Guzmán, (1883). Plaza El Venezolano, Caracas (retirada en 1889).
Relieves en la base del Monumento a Carabobo, Plaza Bolívar, Valencia, Estado Carabobo. (Se inauguró el 24 de julio de 1889).
Colón en el golfo Triste, (1899). Parque Los Caobos, Caracas (destruida en 2004).

## Colecciones
Palacio de las Academias, Caracas   
Teatro Municipal, Caracas